# Katarzyna Wolejnio
Katarzyna Wolejnio, née le 19 mai 1973 à Varsovie est une actrice polonaise.

## Filmographie

### Cinéma
- 2004 : The Aryan Couple, de John Daly : une femme à la gare
- 2008 : La Loi et l'Ordre, de Jon Avnet : une danseuse
- 2009 : Streets of Blood, de Charles Winkler : une femme
- 2009 : Commando d'élite, de Dolph Lundgren : Major Pavlikova
- 2009 : Double Identity, de Dennis Dimster-Denk : la femme du magasin de photos
- 2011 : Le Flingueur, de Simon West : Maria
- 2011 : The Hit List, de William Kaufman : la secrétaire de Victor Rosen
- 2011 : The Life Zone, de Rod Weber : Scarlet
- 2011 : Conan, de Marcus Nispel : Valeria (les scènes que Wolejnio aurait tournées pour ce film semblent avoir été coupées du montage final)
- 2011 : Mysteria, de Lucius C. Kuert : Angela (post-production)
- 2011 : The Great Fight, de Sherri Kauk : Katerina (post-production)

### Télévision
- 2003 : Les Experts : Miami